# Saint-Gaultier
Saint-Gaultier là một xã ở tỉnh Indre ở miền trung nước Pháp. Xã này có diện tích 9,2 km², dân số năm 1999 là 1934 người. Khu vực này có độ cao trung bình 113 mét trên mực nước biển.
Thị trấn này nằm trong công viên tự nhiên vùng Brenne.